# Cuneoceratina
Cuneoceratina is een geslacht van uitgestorven kreeftachtigen uit de klasse van de Ostracoda (mosselkreeftjes).

## Soorten
- Cuneoceratina amlingstadtensis (Triebel & Bartenstein, 1938) Herrig, 1981 †
- Cuneoceratina compacta (Szczechura, 1964) Gruendel & Kozur, 1972 †
- Cuneoceratina fimbriata (Sharapova, 1939) Gruendel & Kozur, 1972 †
- Cuneoceratina frentzeni (Triebel & Bartenstein, 1938) Herrig, 1981 †
- Cuneoceratina laevis (Marsson, 1880) Gruendel & Kozur, 1972 †
- Cuneoceratina marssonitina (Coryell, 1963) Chimene & Maddocks, 1984 †
- Cuneoceratina pedatella (Deroo, 1966) Gruendel & Kozur, 1972 †
- Cuneoceratina salebrosa (Jones & Hinde, 1890) Neale, 1978 †